# F-плазміда
F-плазміда, або F-фактор — це кон'югативна епісома клітин Escherichia coli. Клітинний елемент, необхідний для одного з типів статевого процесу бактерій — кон'югації.

## Загальна характеристика F-плазміди
Розмір кільцевої ДНК F-плазміди становить 94,5 тисяч пар нуклеотидів. Молекулярна маса F-фактору дорівнює 45.10 6 Да. F-плазміда — епісома із суворим контролем реплікації. Потрапляючи в F −-клітини (клітини, що не мали F-плазміди до цього), ця плазміда змінює їх фенотипічні властивості. Клітини формують статеві пілі (вирости мембрани для кон'югації), а також чутливість до фагів MS2, f1, f2, Qβ, стають донорами ДНК, перестають підтримувати розвиток фагів ТЗ та Т7. При кон'югації таких клітин блокується проникнення в них донорної ДНК (проявляється властивість поверхневого виключення).

## Гени F-плазміди
За властивості кон'югації F-плазміди відповідає tra-область геному, в яку входить 24 гени, згрупованих у три оперони. За автономну реплікацію F-плазміди відповідаютьrep-гени. За розподіл молекул плазмідної ДНК по дочірнім клітинам відповідають гени області par. Поруч з областю par знаходиться ген pif, продукт якого виключає розвиток в клітині фагів ТЗ і Т7. Структурними компонентами, що забезпечують інтеграцію F-плазміди в бактеріальну хромосому, є елементи IS2, IS3 і Tn1000 (вони являють собою послідовності нуклеотидів), що входять до складу плазмідної ДНК. Вони взаємодіють з аналогічними елементами бактеріальної ДНК через сайтспеціфічну рекомбінацію і вбудовуються в неї в різних місцях і напрямках в залежності від локалізації та напрямків бактеріальних елементів. Клітина після інтеграції в її ДНК F-плазміди набуває властивостей Hfr-клітини, тобто здатна з високою частотою направлено передавати свої гени інших клітин.

## Виключення F-плазміди і F'-плазміда
F-плазміда, інтегрована в хромосому, може з неї виключатися. При неправильному виключенні F-плазміди утворюється F'-плазміда, тобто F-плазміда, що містить у своєму складі гени бактеріальної хромосоми. Якщо при вичленовуванні F'-плазміди з бактеріальної хромосоми хоч якісь нуклеотиди в tra-опероні випадають, то нова F-плазміда буде некон'югатівною (не зможе входити в клітини-реципієнти). Для збереження репліконних властивостей (здатністі самовідтворюватися) F'-плазміда обов'язково повинна містити область rep.